# Palác Ulriksdal
Palác Ulriksdal (švédsky Ulriksdals slott) je královský palác na břehu Edsvikenu v Královském národním městském parku v obci Solna, šest kilometrů severně od Stockholmu. Původně se jmenoval Jakobsdal podle svého majitele Jacoba De la Gardieho, který jej nechal postavit architektem Hansem Jacobem Kristlerem v letech 1643–1645 jako letohrádek. Později přešel jeho svého syna Magnuse Gabriela De la Gardieho, od kterého jej v roce 1669 koupila švédská královna Hedvika Eleonora. Současný stav budovy je převážně dílem architekta Nicodema Tessina staršího a pochází z konce 17. století.

## Historie

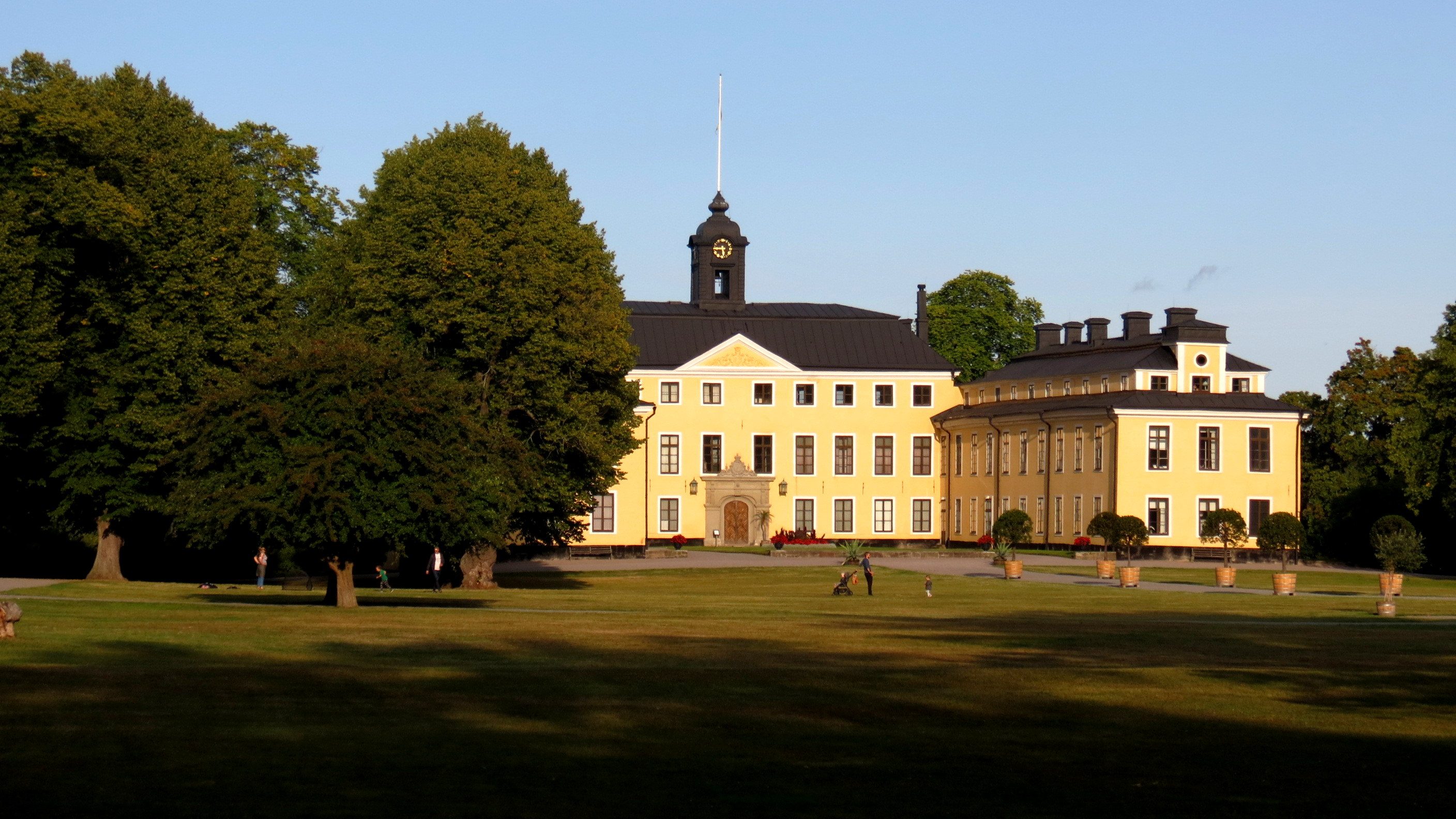
Palác Ulriksdal

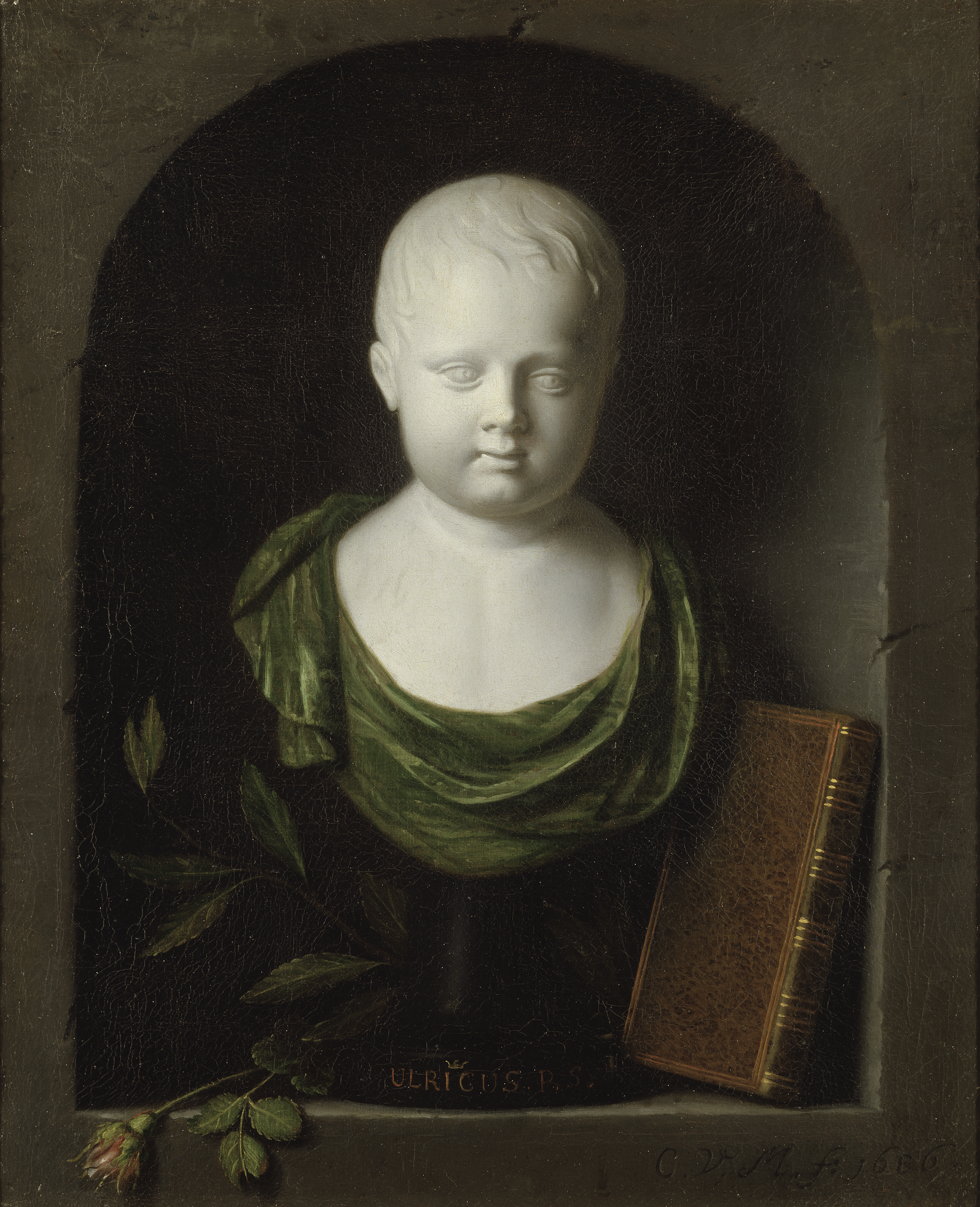
Princ Ulric (1684–1685)

Hedvika Eleonora měla s palácem velké plány a v roce 1684 ho přejmenovala na Ulriksdal na počest jeho budoucího majitele, svého vnuka prince Ulrika. Princ však zemřel ve věku jednoho roku a Hedvika Eleonora si palác ponechala až do své smrti v roce 1715, kdy byl majetek dán k dispozici králi Frederikovi I.
Několik kreseb od Nicodema Tessina staršího ukazuje majestátní třípodlažní palác s lucernou na střeše, obytnými mansardami a bočními křídly. Realizace Tessinových návrhů začala za Hedviky Eleonory v sedmdesátých letech 17. století, ale zastavila se kolem roku 1690 kvůli finančním problémům.
Když král Frederik I. ve dvacátých letech 18. století nakonec obnovil stavební práce, měl palácový architekt Carl Hårleman jiné představy než Tessin starší. Mezi prvky začleněné Hårlemanem byla jedna z prvních mansardových střech ve Švédsku. V polovině 18. století se v paláci usadil král Adolf I. Fridrich a královna Luisa Ulrika. Královna zde zřídila divadlo, dnes zvané Confidencen. Za vlády Adolfa Fridricha a jeho syna Gustava III. Švédského (1771–1792) byl palác jedním z hlavních sídel královského dvora a místem velkolepého dvorního života. Od roku 1792 do roku 1813 sloužil jako rezidence pro královnu vdovu Gustava III. Žofii Magdalenu Dánskou. Po její smrti byl palác až do roku 1821 neobydlený.
Z interiérů 18. století se dochovalo poměrně málo, jelikož Ulriksdal sloužil v letech 1822 až 1849 jako nemocnice pro veterány. Nemocnici založil král Karel XIV. pro veterány rusko-švédské války let 1808–1809. Palác byl proto téměř prázdný, když ho v roce 1856 získal princ Karel, pozdější král Karel XV. (1859–1872). Ten palác využíval jako své oblíbené letní sídlo. S pomocí architekta Fredrika Wilhelma Scholandera a díky rozsáhlým nákupům starožitností mohl princ navrhnout a zařídit palác podle svého vkusu. Mnoho z jeho nábytku se stále ukazuje. Za vlády krále Oskara II. (1872–1907) byl palác často používán královnou Žofií jako její osobní letní sídlo, a pak také jako vdovské sídlo až do její smrti v roce 1913.
V roce 1923 se princ Gustav Adolf, budoucí král Gustav VI. Adolf, oženil s Louisou Mountbattenovou a na Ulriksdalu spolu často pobývali. Za jejich doby se bývalý rytířský sál proměnil v obývací pokoj s nábytkem navrženým designérem Carlem Malmstenem.
Palác je od roku 1986 zpřístupněn veřejnosti. Původní zařízení bylo přemístěno do dochovaných místností a části bývalých obytných místností slouží k vystavení předmětů ze sbírky uměleckých řemesel Gustava VI. Adolfa a sbírky stříbra Gustava V.

## Přístavby

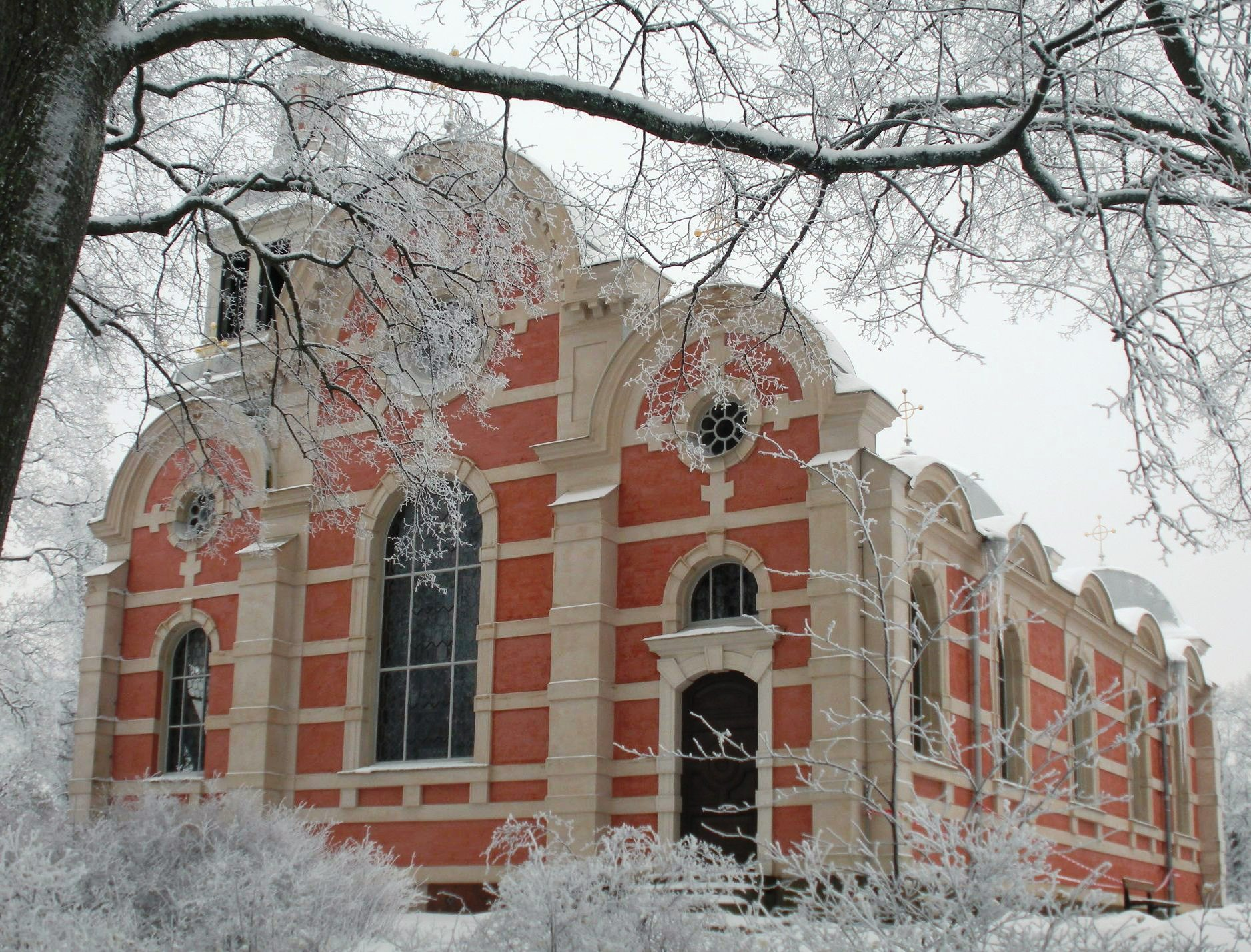
Kaple

V budově ze sedmdesátých let 17. století, která původně sloužila jako jízdárna a později jako dům pro hosty, se nachází divadlo Confidencen. V roce 1753 pověřila královna Luisa Ulrika architekta Carla Fredrika Adelcrantze, aby budovu přestavěl na divadlo. Je v rokokovém stylu a pojme dvě stě diváků. Confidencen, nejstarší rokokové divadlo Švédska, bylo znovu otevřeno v roce 1981.
Palác Ulriksdal měl v severním křídle paláce původně kapli, postavenou roku 1662 architektem Jeanem de la Vallée. Kaple byla stržena v roce 1774 při opravě paláce Gustavem III. Současnou kapli navrhl architekt Fredrik Wilhelm Scholander a byla postavena v letech 1864–1865 v palácové zahradě v holandském novorenesančním stylu s určitými benátskými vlivy.
Vedle paláce je skleník, dnes muzeum Oranžérie. Oranžérie byla postavena na konci 17. století architektem Nicodemem Tessinem mladším. Navzdory řadě pozdějších změn Tessinova architektura Oranžérii stále dominuje. Jsou tu uloženy části sochařské sbírky Národního muzea, mimo jiné díla sochařů Johana Tobiase Sergela, Carla Millese a Johana Niclase Byströma. V roce 2005 Oranžérie inspirovala design hudebního pavilonu na festivalu Stålboga.